# فنون متحررة

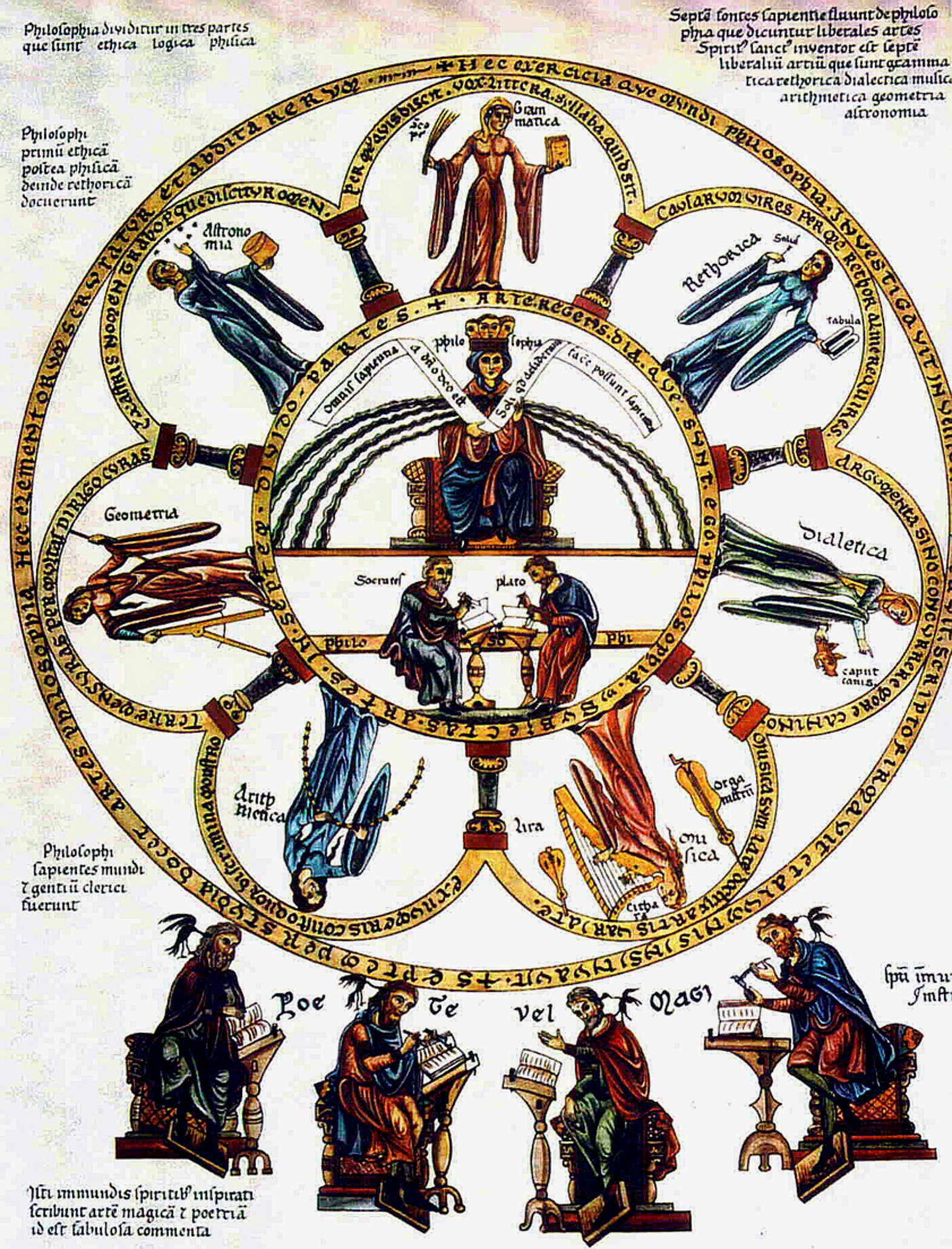
الفنون المتحررة السبعة-صورة من مخطوط حديقة المسرات لهيراد اندسبيرج (القرن الثاني عشر).

تعليم الفنون الحرة هو توجّه أكاديمي تقليدي في التعليم العالي الغربي. ويعتمد هذا المصطلح كلمة فن بمعنى مهارة مكتسبة لا بمعنى الفنون الجميلة على وجه التحديد. يمكن أن يشير مصطلح تعليم الفنون الحرة إلى دراسات الفنون الحرة أو إلى التعليم الجامعي على نحوٍ عام. يتناقض هذا المسار الدراسي مع تلك المسارات التي تكون في الأساس مهنيّة أو حرفيّة أو تقنية، فضلًا عن المسارات القائمة على أساس ديني.
يعود مصطلح الفنون الحرة فيما يتعلق بالمناهج التعليمية تاريخيًا، إلى العصور القديمة الكلاسيكية في الغرب، ولكنّ معناه تغير على نحوٍ كبير وتوسع في الغالب. قُسّمت المواد السبعة قديمًا وخلال العصور الوسطى إلى المداخل الثلاثة (تريفيوم) وهي البلاغة وقواعد اللغة والمنطق، والمداخل الأربعة (كوادريفيوم): علم الفلك والحساب والهندسة الرياضية والموسيقا. أسقطت الجامعات الكبرى منذ أواخر تسعينيات القرن العشرين، مصطلح الفنون الحرة تدريجيًا من مناهجها أو أنشأت مدارس لتخصصات الفنون الحرة لتصنيف البرامج خارج العلوم والتكنولوجيا. تشتمل إعادة تسمية كليات ومدارس الفنون الحرة الشائعة على: الفنون والعلوم الاجتماعية، الفنون والعلوم والإنسانيات. يأتي تغيير الاسم في المؤسسات الأمريكية نتيجة الإحصاءات الحديثة التي تشير إلى أن شهادة الفنون الحرة تعود على الخريجين بدخلٍ أقل بكثير، مقارنة بخريجي العلوم والتكنولوجيا. على الرغم من إعادة التسمية، فإن شهادات الآداب الحرة من الجامعات والكليات اليوم، تشتمل تقليديًا على التخصصات التالية: الأنثروبولوجيا واللغة الإنجليزية والأدب والفنون الجميلة واللغات الأجنبية والفلسفة وعلم النفس وعلم الاجتماع والموسيقا والصحافة والاقتصاد والقانون والاتصالات والهندسة المعمارية والفنون الإبداعية والفن والتاريخ. غالبًا ما يجري الخلط بين شهادات الدراسات الحرة وشهادات تخصص الآداب الحرة. تشير الدراسات الحرة إلى شهادات ذات مناهج دراسية واسعة، عبر تخصصات الآداب الحرة المتعددة أو العلوم والتكنولوجيا.

## التاريخ
كانت الفنون الحرة، قبل أن تُعرف بتنوعاتها اللاتينية، استمرارًا لأساليب الاستقصاء اليونانية القديمة التي بدأت «برغبةٍ في فهم الكون». زعم فيثاغورس أنه ثمة تناغم رياضي (وهندسي) في الكون؛ وربط أتباعه الفنون الأربعة لعلم الفلك والحساب والهندسة الرياضية والموسيقا في مجال دراسة واحد لتشكيل «تخصصات المداخل الأربعة في العصور الوسطى». رفعت حكومة بوليس أو الدولة المدينة القدرة البلاغية أو الخطابة العامة فوق كل شيء آخر تقريبًا في أثينا في القرن الرابع قبل الميلاد. وباتت كل من البلاغة وقواعد اللغة والجدلية (المنطق) في النهاية البرنامج التعليمي للعلوم الثلاثة. وعُرفت جميعها باسم الفنون الحرة السبعة. نُظر في الأصل إلى هذه الموضوعات أو المهارات خلال العصور القديمة الكلاسيكية على أنها ضرورية للشخص الحر كي يكتسبها من أجل المشاركة الفعالة في الحياة المدنية، وهو الأمر الذي شمل من بين أمور أخرى كثيرة المشاركة في المناقشة العامة، والدفاع عن النفس في المحكمة، والخدمة في هيئات المحلفين، والانخراط في الخدمة العسكرية. في حين أنه ربما ظهرت العلوم الأربعة قبل العلوم الثلاثة، لكن البرامج التعليمية في العصور الوسطى كانت تدرّس التريفيوم (قواعد اللغة والمنطق والبلاغة) أولًا بينما جاءت العلوم الأربعة (الحساب والهندسة الرياضية والموسيقا وعلم الفلك) في مرحلة تالية من التعليم.
كان مصطلح «الفنون الحرة» متجذرًا في المناهج الأساسية أو في «التعليم الشامل» وذلك في اليونان الكلاسيكية واليونان الهلنستية، واستُخدم هذا المصطلح بالفعل في التعليم الرسمي خلال فترة الإمبراطورية الرومانية. سُجّل أول استخدام لمصطلح «الفنون الحرة» لماركوس توليوس شيشرون في كتاب De Inventione، ومن غير الواضح ما إذا كان هو من ابتكر هذا المصطلح. ويناقش سينيكا الأصغر الفنون الحرة في التعليم من وجهة نظر رواقية نقدية في كتابه الرسائل الأخلاقية. ومع ذلك، فقد تباين التصنيف الدقيق للفنون الحرة في العصر الروماني، ولم تتخذ الفنون الحرة السبعة شكلًا قانونيًا إلا بعد أن سخّر مارتيانوس كابيلا في القرن الخامس الفنون الحرة السبعة تلك كوصيفات لزواج «ميركوري» من حوريةٍ تدعى فيلولوجيا.
عُرفت الفنون «العلمية» الأربعة - الموسيقا والحساب والهندسة الرياضية والفلك - منذ زمن بوثيوس فصاعدًا باسم الرباعية. وجُمّعت الفنون الثلاثة المتبقية من «العلوم الإنسانية» - قواعد اللغة والمنطق والبلاغة - في مجموعة ثلاثية بعد القرن التاسع. كان هذا هو الشكل المزدوج الذي جرت من خلاله دراسة الفنون الحرة السبعة في جامعات القرون الوسطى الغربية. وأخذ المنطق يتولى الهيمنة تدريجيًا على الأجزاء الأخرى من الثلاثية خلال العصور الوسطى.
ابتكرت راهبة من منطقة الألزاس، وهي رئيسة دير هيراد من لاندسبيرغ في القرن الثاني عشر، الصورة الأيقونية التي تحمل عنوان «الفلسفة والفنون الحرة السبعة - مع جماعتها من النساء كجزءٍ من حديقة المسرات الأرضية». جمعت موسوعتهن تلك أفكارًا مستمدة من الفلسفة واللاهوت والأدب والموسيقا والفنون والعلوم وخُصصت كأداة تعليمية لنساء الدير. تمثل تلك الصورة دائرة الفلسفة وتُقدّم على شكل وردة كاتدرائية: دائرة مركزية وسلسلة من أنصاف الدوائر مرتبة حولها. وتُظهر التعلم والمعرفة المنظمة في سبع علاقات، أو الفنون السبعة الحرة. تجد كل من هذه الفنون مصدرها في الكلمة اليونانية φιλοσοφία التي تعني حرفيًا «حب الحكمة». وقد أكد القديس ألبرت الكبير، أحد معلّمي الكنيسة الكاثوليكية، أن الفنون السبعة الحرة ذُكرت في الكتاب المقدس، معللًّا: «بَنَتْ الحكمة لنفسها بيتًا، ونحتت سبعة أعمدة» (أمثال 9: 1). هذا البيت هو العذراء المباركة؛ والأعمدة السبعة هي الفنون السبعة الحرة».
ترجم الإنسانيون الإيطاليون ونظراؤهم الشماليون هذه العملية في عصر النهضة، على الرغم من استمرارهم في تقاليد العصور الوسطى في نواحٍ عدة، فأعادوا تسمية الثلاثية القديمة باسم جديد أكثر طموحًا: Studia humanitatis أي الدراسات الإنسانية وزادوا نطاقها أيضًا، وقللوا من أهمية المنطق، على النقيض من قواعد اللغة اللاتينية والبلاغة التقليدية، وأضافوا إليها التاريخ واليونانية والفلسفة الأخلاقية (الأخلاق)، مع تركيز جديد على الشعر كذلك. انتشر المنهج التعليمي للإنسانية في جميع أنحاء أوروبا خلال القرن السادس عشر وبات الأساس التعليمي لتعليم النخب الأوروبية ومسؤولي الإدارة السياسية ورجال الدين في الكنائس المختلفة المعترف بها قانونًا، والمهن العلمية للقانون والطب. استمر المثل الأعلى للفنون الحرة أو التعليم الإنساني القائم على اللغات والأدب الكلاسيكي، في أوروبا حتى منتصف القرن العشرين؛ وفي الولايات المتحدة الأمريكية، هاجم الأكاديميون المهتمون بإعادة تشكيل التعليم العالي الأمريكي حول العلوم الطبيعية والاجتماعية، الفنون الحرة على نحوٍ متزايد في أواخر القرن التاسع عشر.

وعلى نحو مماثل، تجاوز النموذج التعليمي الذي وضعه فيلهلم فون همبولت في بروسيا (ألمانيا الآن) الذي أصبح فيما بعد نموذجًا للتعليم العالي في أميركا الشمالية أيضًا، التدريب المهني. ففي رسالة إلى الملك البروسي كتب فيلهلم:
«لا شك أنه ثمة أنواع معينة من المعرفة لابد أن تكون ذات طبيعة عامة، والأهم من ذلك أنها لابد أن تشتمل على قدر معين من تنمية العقل والشخصية، وهو ما لا يستطيع أحد الاستغناء عنه. ومن الواضح أن الناس لا يستطيعون أن يكونوا حرفيين أو تجارًا أو جنودًا أو رجال أعمال جيدين ما لم يكونوا، بغض النظر عن مهنهم، بشرًا صالحين وشرفاء و- وفقًا لحالتهم- مواطنين مثقفين. وإذا أرسي هذا الأساس من خلال التعليم، فإن المهارات المهنية يمكن اكتسابها بسهولة في وقت لاحق، ويغدو الشخص حرًا دائمًا في الانتقال من مهنة إلى أخرى، كما يحدث في كثير من الأحيان في الحياة».